# Bauerschaft Wallmichrath
Die Bauerschaft Wallmichrath, früher auch „Walmigrath“ geschrieben, war bis zum 19. Jahrhundert eine der untersten Verwaltungseinheiten im ländlichen Außenbezirk der bergischen Bürgermeisterei Hardenberg im Kreis Elberfeld des Regierungsbezirks Düsseldorf innerhalb der preußischen Rheinprovinz.
Zuvor gehörte die Bauerschaft zur Herrschaft Hardenberg im Herzogtum Berg. Im Zuge einer Verwaltungsreform innerhalb des Großherzogtums Berg wurde 1808 die Bürgermeisterei Hardenberg gebildet.
Laut der Statistik und Topographie des Regierungsbezirks Düsseldorf von 1832 gehörten zu der Bauerschaft folgende übergeordnete Ortschaften und Wohnplätze: Zu Wiese, Zu Hausmanns, Im Joven, Im Hagenbocks und Aufm Brinks.
Das Gemeindelexikon für die Provinz Rheinland listet die Ortschaften und Wohnplätze 1888 detailliert auf: Äckerchen, Am Eller, An der Sport, Bockshaus, Böckenbusch, Bösdick, Dickten, Dresberg, Duhr, Duhrmühle, Erves, Ferfeld, Hagenbockses, Hausmanns, Hellerkamp, An der Kimbeck, Joven, Kaltenborn, Kimbeckskothen, Klotzdelle, Knappertsbusch, Krüdenscheid, Kükenbusch, Löh, Neuhauskothen, Nöckel, Posthorn, Seipenbusch, Spring, Stubbusch und Wiesenhaus. Zu dieser Zeit lebten in diesen Orten 602 Menschen in 48 Wohnhäusern.